# Joaquín María Arnau Miramón
Joaquín María Arnau Miramón (València, 1849 - Godella, 1906) fou un arquitecte valencià, considerat un dels més importants del romanticisme eclèctic valencià. A ell, es deuen destacats exemples de l'aplicació del ferro en l'arquitectura valenciana de finals de segle xix i algunes de les més innovadores propostes quant a disseny i utilització de nous materials.

## Biografia
Naix a la ciutat de València el 16 de març del 1849, ciutat en què realitza els seus primers estudis. El 1869, ingressa en l'escola d'arquitectura de la Reial Acadèmia de Belles Arts de Sant Carles, on cursa estudis fins que, en setembre del 1870, en haver sigut suprimida l'ensenyança d'arquitectura a València, es veu obligat a prosseguir els seus estudis en l'Escola Superior d'Arquitectura de Madrid, que en aquell moment feia professió de l'eclecticisme en les seues ensenyances.
A Madrid, té ocasió de conèixer les primeres aplicacions importants del ferro en l'arquitectura i els inicis del neomudèjar. Obté el títol d'arquitecte el 25 d'abril del 1874. El 8 de juny del mateix any, és nomenat arquitecte dels Llocs Piadosos de Santiago i Montserrat a la ciutat de Roma. Esta institució de suport a intel·lectuals i artistes espanyols residents a Roma disposa d'una sèrie d'edificis. Al jove Arnau, li pertoca la restauració i conservació de tals llocs. La seua estada a Roma li permet l'estudi minuciós de l'art clàssic i un coneixement de l'arquitectura italiana del Risorgimento. A penes transcorregut un any a Roma, torna a la seua València natal, on contrau matrimoni amb la seua cosina Elisa Mols, prèvia dispensa papal requerida pel parentiu.

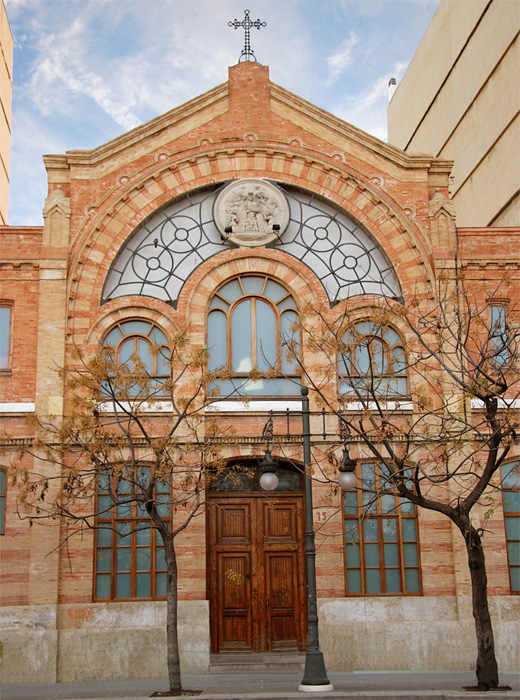
Façana del saló de Racionistes

En aqueix any, 1875, Arnau Miramón és nomenat arquitecte municipal de l'Ajuntament de València, on complix amb les obligacions del seu càrrec amb indubtable eficiència i una característica severitat. Junt amb José Calvo Tomás i Lluís Ferreres Soler, treballa per aqueixos anys en el pla d'eixamplament de València, i signa el 1884, amb tals arquitectes, un nou Pla General de València i Projecte d'Eixample, que és aprovat tres anys més tard: el 1887. Després de deu anys de servici, sol·licita la seua renúncia al càrrec d'arquitecte municipal per a dedicar-se plenament a l'exercici privat de la seua professió, canvi propiciat probablement per la seua relació amb la comtessa de Ripalda.
El 1877, dissenya un projecte de monument al rei Jaume I, que junt amb un altre projecte de granja model són presentats en l'exposició que al febrer d'aqueix any es realitza en l'Acadèmia de Belles Arts de Sant Carles amb motiu de la visita a València del rei Alfons XII.
La seua primera obra coneguda a València va ser la reforma i renovació de la façana nord de l'església del convent del Peu de la Creu. Aqueix mateix any, 1883, va dissenyar per a l'església de Sant Esteve un altar d'estil romà d'Orient destinat a custodiar el cos de sant Lluís Bertran, que es venera en aquesta església. Posteriorment, en desembre del 1886, per encàrrec del comte de Trigona en representació de la Gran Associació de Beneficència Domiciliària de la Mare de Déu dels Desemparats, va realitzar el projecte, al carrer de Blanqueries, d'un gran saló per al repartiment de racions de menjar a les famílies pobres. Aquest saló, conegut hui com el saló de Racionistes, constituïx una de les seues obres més destacades i conegudes, a causa de l'original ús d'una volta metàl·lica per a cobrir la nau de la gran sala.
El 1887, realitza per a les monges de Jesús i Maria, les obres de restauració de l'antic convent agustí de la Mare de Déu del Socors, que van afectar principalment l'interior de l'església i altres dependències, amb l'objecte d'instal·lar allí el col·legi del mateix nom, que tanta importància va tindre en el succeir de la vida social valenciana en els decennis següents.
.

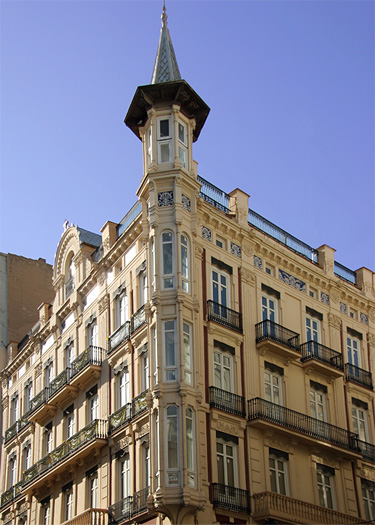
Casa Sancho

A partir d'estos anys comença la seua relació amb María Josefa Paulín de la Peña, comtessa de Ripalda, que li va encarregar la realització d'obres importants, entre les quals destaquen: un palau residència per a ella mateixa a l'Albereda, i un edifici de gran distinció, amb passatge interior, al carrer de Sant Vicent. Respecte al palau de Ripalda, es tractava d'un edifici peculiar, concebut com un château francés, dins d'una perspectiva romàntica sense precedent en la ciutat. La seua construcció pot ser situada entre els anys 1889 i 1891. L'edifici del carrer de Sant Vicent va ser projectat el 1889 amb fatxades a aquest carrer de Sant Vicent i a la plaça de la Pilota -hui carrer de Moratín. Entre ambdues façanes, s'estén un ample passatge cobert per armadura metàl·lica voltada amb plaques de cristall. Hui es coneix com el passatge Ripalda. Les façanes de l'edifici han sigut molt alterades.
El 1893, és nomenat acadèmic de número de la Reial Acadèmia de Belles Arts de Sant Carles i va ser l'encarregat de pronunciar, el 6 d'octubre del 1895, el discurs d'obertura del curs, amb una conferència titulada L'art ogival.
Respecte als edificis d'habitatges, Arnau Miramón mostra una especial predilecció pels vans rectangulars amb embocadures que imiten el cadiratge, o arcs adovellats de rajola. En la decoració, en general molt sòbria, és abundant l'ús del ferro colat en balcons, tornapuntes, rematades i acroteris. Servisquen com a exemple la casa Peris (1886) a la Baixada de Sant Francesc, la casa Oliag (1891) al carrer de Sant Vicent, la casa del carrer Baix cantó amb el portal de Valldigna (1898) o la casa Sancho (1900) al carrer de la Pau. El 1896, rep l'encàrrec de projectar la casa Social del Cercle Valencià, en què va idear una espècie de pòrtic d'ogives, tancat per vitrines. En un costat i a l'altre, hi havia cossos torrejats d'estil neogòtic. Podem trobar referències a l'estil neogòtic en la casa Verges (1898) i en la casa Roglà (1900). Aqueix mateix any construïx una ermita en el camí Vell de Torrent, en la qual es mesclen motius medievalístics i elements de gust neogrec. Hui, esta ermita ha passat a ser l'església parroquial de la Mare de Déu dels Desemparats i Sant Isidre, al barri de Sant Isidre.
En els anys següents, Arnau Miramón projecta dos dels seus més importants edificis, la casa Sancho al carrer de la Pau i el palau de Fuentehermosa, al carrer de Cavallers enfront del palau de la Generalitat. La casa Sancho, construïda el 1900, és un edifici de cinc plantes amb façanes en angle que s'integren en un mirador volat de planta poligonal. És un dels edificis més emblemàtics i de disseny més acurat del carrer de la Pau.
A partir del 1903, va edificar per a Pascual Garrigues el palau de Fuentehermosa, també conegut com a palau del marqués de Castellfort, en la façana del qual utilitza elements classicistes, renaixentistes, neogrecs i medievalístics, per a aconseguir l'obra més important de l'eclecticisme a València. Destaquen els amplis miradors de planta poligonal situats als angles de la façana a l'alçada del pis principal i les cúpules que coronen els seus extrems. A l'interior, el més destacable és el luxós vestíbul, amb la seua escalinata de marbre blanc, que rep la llum per una claraboia zenital.

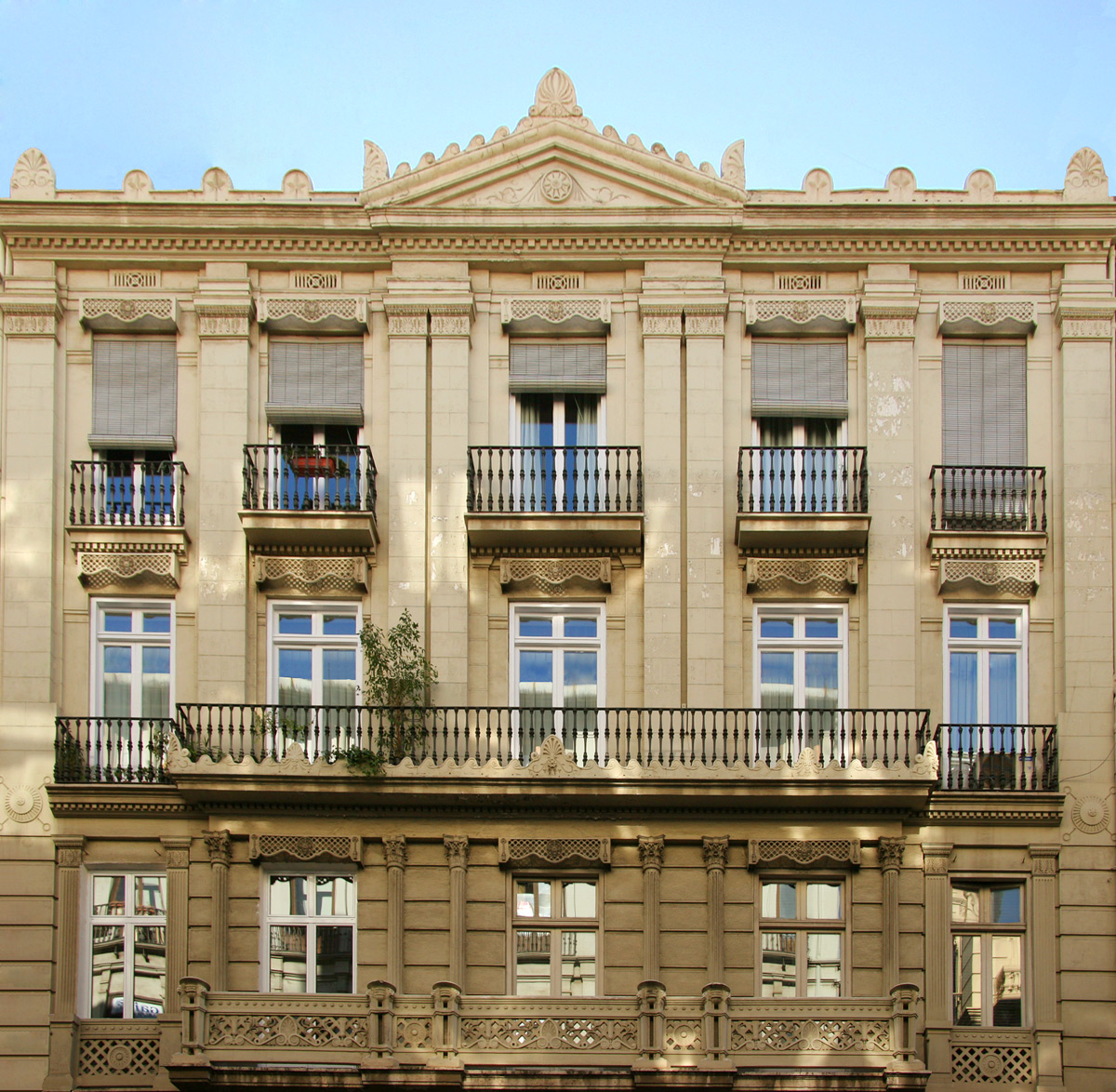
Carrer de la Pau, 26

Altres edificis importants d'aquest període són la casa Merlé (1901), amb un mirador de ferro d'estil neogrec sobre el balcó central, la casa al carrer de Colom, que va construir amb gran senzillesa decorativa per a si mateix el 1903, la casa de Salvador Muntó al carrer del Pintor Sorolla i la casa Montesinos, conclosa a l'abril del 1905 al carrer Pizarro, cantó amb la Gran Via. Totes aquestes hui han desaparegut.
El 1906, li van encarregar la construcció d'un edifici destinat a Institut de Sordmuts i Cecs, més conegut com a asil Sumsi. La seua mort, succeïda aqueix mateix any, li va impedir dirigir esta obra de línies senzilles i funcionals, com era característic en els edificis benèfics de l'època.
Encara el 1904, va realitzar un altre important projecte, l'església i convent de Sant Vicent Ferrer, l'església dels dominics al carrer de Cirilo Amorós. Es tracta d'una església neogòtica, tractada de manera molt ortodoxa, sense cap concessió al modernisme. Inclou una planta de creu llatina, atri, cinc naus, creuer, quatre capelles per costat i absis amb girola. La mort li va impedir dirigir esta obra, que va ser realitzada per l'arquitecte Francisco Almenar Quinzá.
La seua última obra a València va ser la casa Rocafull, a la Gran Via Marqués del Túria i la façana de la qual ha patit diverses alteracions.

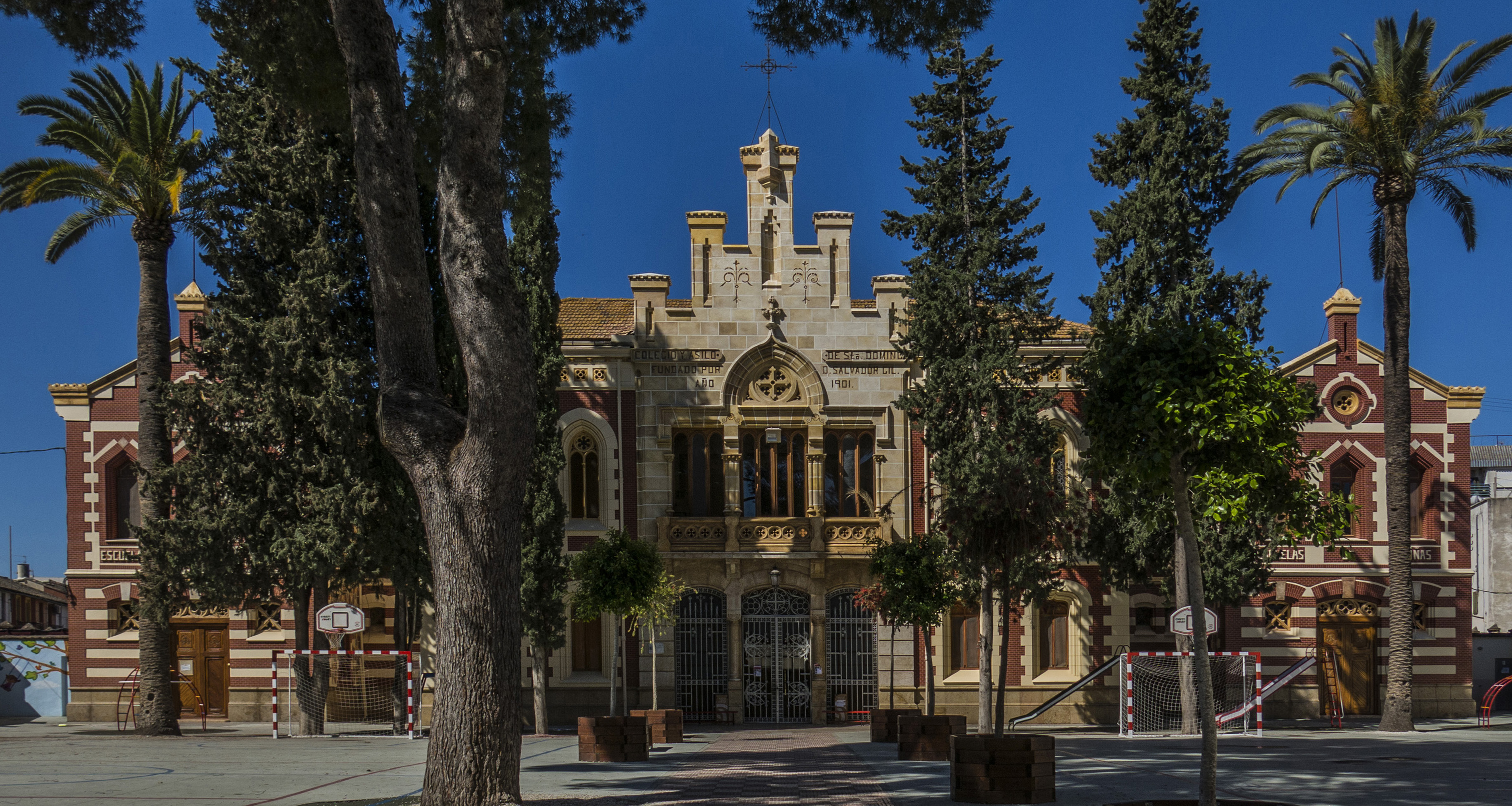
Col·legi de Sant Doménec

Fora de la ciutat de València, va dur a terme nombroses obres, entre les quals destaca l'asil de Sant Domènec de Castelló de la Ribera, amb les seues 365 finestres, una per cada dia de l'any. Hui és el col·legi Sant Domènec en aquesta localitat.
Altres obres fora de València són l'església de la Mare de Déu del Castell a Cullera, sobre un projecte de J. Belda; les obres de restauració en l'església arxiprestal de Santa Maria d'Alcoi a Alcoi i la cúpula del santuari de la Mare de Déu de Sals a Sueca. A Ontinyent, va realitzar les obres de la capella de la comunió de l'església de Sant Carles Borromeu i el convent de Franciscans, i a Sogorb el cor de la seua catedral; però, potser la seua obra més coneguda siga la restauració del palau Ducal de Gandia.
La seua activitat intel·lectual va ser relativament intensa, amb discursos i treballs per a les nombroses entitats culturals i religioses a què va pertànyer. La seua mort va tindre lloc a Godella, on passava temporades de descans durant els estius, el 8 de setembre del 1906 als 57 anys. El baró d'Alcahalí (1850-1924), en el seu Diccionari biogràfic d'artistes valencians, el descriu com un home competent i laboriós, de tracte senzill i de caràcter modest, i que va evitar sempre les exhibicions aparatoses del seu talent.

## Obres representatives
1883
- Reforma de la façana de l'església del convent del Peu de la Creu.
- Projecte d'altar de Sant Lluís Beltran a l'església de Sant Esteve.

1886
- Saló de Racionistes, al carrer de Blanqueries núm. 15.
- Casa Peris a la Baixada de Sant Francesc, núm. 34. (desapareguda)

1887
- Reconstrucció de l'església i convent de la Nostra Senyora dels Socors, avui de Jesús i Maria.
- Reforma de la façana de la casa de Salvador Muntó, al carrer del Pintor Sorolla, núm. 6. (desapareguda)

1889
- Casa palau de la comtessa de Ripalda a l'Albereda. (desapareguda)
- Casa i passatge Ripalda entre el carrer de Sant Vicent Màrtir i la plaça de la Pilota -avui carrer de Moratín.

1891
- Casa Oliag, al carrer de Sant Vicent, núm. 27 al 31.

1896
- Casa Social del Cercle Valencià, entre els carrers de Sant Vicent del Cap pelat i Vallet. (desapareguda)
- Casa del carrer de la Pau, núm. 26, pròxima al carrer de Sant Joan de Ribera.

1898
- Casa carrer Baix, núm. 30, cantó a portal de Valldigna.
- Casa Verges, al carrer de la Barcelonina núm. 10 i 12, cantó a Sant Vicent del Cap pelat. (desapareguda)

1900

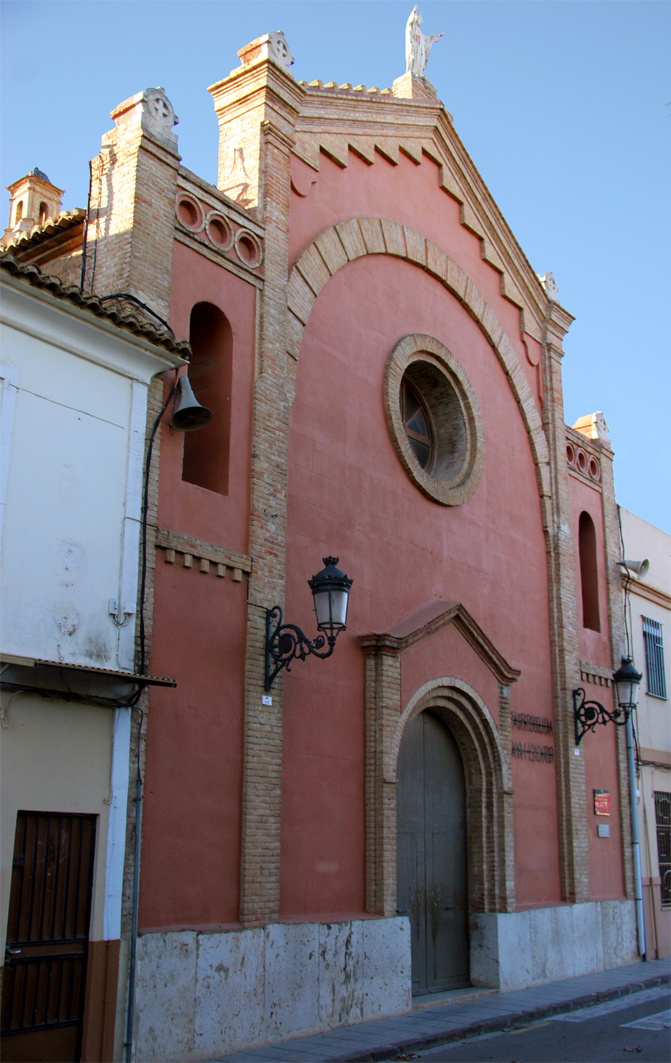
Església de Sant Isidre

- Ermita al camí Vell de Torrent, avui església parroquial de la Mare de Déu dels Desemparats i Sant Isidre, al carrer de Sant Isidre 2, València, 46014.
- Casa Roglà, al carrer de Sant Vicent, núm. 107. (desapareguda)
- Casa Sancho, al carrer de la Pau, cantó amb Comèdies.

1901
- Casa Merlé, al carrer María de Molina, cantó amb Sant Andreu, núm. 102, junt a la plaça de Villarrasa. Desapareguda durant l'ampliació del palau del marqués de Dosaigües.

- Ampliació de la casa Verges.
- Asil de Sant Domènec a Castelló de la Ribera.

1903
- Palau de Fuentehermosa, al carrer de Cavallers, núm. 9.
- Casa carrer de Colom, per a si mateix, al carrer de Colom, núm. 22. (desapareguda)
- Casa de Salvador Muntó, al carrer del Pintor Sorolla, núm. 6. (desapareguda)
- Casa Montesinos, al carrer de Pizarro, cantó amb la Gran Via. (desapareguda)

1904
- Projecte d'església i convent de Sant Vicent Ferrer, al carrer de Ciril Amorós.

1906
- Institut de Sordmuts i Cecs, o asil Sumsi, al carrer de Martí - avui carrer del Doctor Sumsi.
- Casa Rocafull, a la Gran Via Marquès del Túria, núm. 17.
- Dos miradors de fusta per a la casa núm. 9 del carrer de Pascual i Genís.

Any desconegut
- Restauració del palau Ducal de Gandia.
- Església de Nostra Senyora del Castell de Cullera, sobre un projecte de J. Belda.
- Restauració de Santa Maria d'Alcoi. El projecte probablement és de l'any 1898. Destruïda l'any 1937.
- Restauració de la cúpula del santuari de la Nostra Senyora de Sals, a Sueca.
- La capella de la Comunió en l'església de Sant Carles Borromeu d'Ontinyent.
- El convent de Franciscans a Ontinyent.
- El cor de la catedral de Sogorb.

## Plànols
| Façana del Saló de Racionistes | Casa Sancho | Façanes de la casa Vergés |